# Eustrotia rubrisignata
Eustrotia rubrisignata là một loài bướm đêm trong họ Noctuidae.